# Presidente della Duma di Stato

## Elenco
Partiti politici: 

     Partito Democratico Costituzionale
     Unione del 17 Ottobre
     Partito Agrario
     Partito Comunista
     Partito della Rinascita della Russia
     Russia Unita
| N.                                               | Foto                                        | Nome                                        | Partito                                                           | Carica                                      | Carica                                      | Duma                                        | Mandato                                     |
| N.                                               | Foto                                        | Nome                                        | Partito                                                           | Inizio                                      | Termine                                     | Duma                                        | Mandato                                     |
| Duma di Stato dell'Impero russo (1906-1917)      | Duma di Stato dell'Impero russo (1906-1917) | Duma di Stato dell'Impero russo (1906-1917) | Duma di Stato dell'Impero russo (1906-1917)                       | Duma di Stato dell'Impero russo (1906-1917) | Duma di Stato dell'Impero russo (1906-1917) | Duma di Stato dell'Impero russo (1906-1917) | Duma di Stato dell'Impero russo (1906-1917) |
| ------------------------------------------------ | ------------------------------------------- | ------------------------------------------- | ----------------------------------------------------------------- | ------------------------------------------- | ------------------------------------------- | ------------------------------------------- | ------------------------------------------- |
| 1                                                |                                             | Sergey Muromtsev (1850-1910)                | Partito Democratico Costituzionale                                | 10 maggio 1906                              | 21 luglio 1906                              | 1                                           | 1⁄2 (1906)                                  |
| 2                                                |                                             | Fyodor Golovin (1867-1937)                  | Partito Democratico Costituzionale                                | 5 marzo 1907                                | 16 giugno 1907                              | 2                                           | 1⁄2 (1907)                                  |
| 3                                                |                                             | Nikolay Khomyakov (1850–1925)               | Unione del 17 Ottobre                                             | 14 novembre 1907                            | 19 marzo 1910                               | 3                                           | 1 (1907)                                    |
| 4                                                |                                             | Alexander Guchkov (1862-1936)               | Unione del 17 Ottobre                                             | 23 marzo 1910                               | 28 marzo 1911                               | 3                                           | 1 (1907)                                    |
| 5                                                |                                             | Mikhail Rodzianko (1852-1924)               | Unione del 17 Ottobre                                             | 4 aprile 1911                               | 22 giugno 1912                              | 3                                           | 1 (1907)                                    |
| 5                                                | 28 novembre 1912                            | Mikhail Rodzianko (1852-1924)               | Unione del 17 Ottobre                                             | 19 ottobre 1917                             | 4                                           | 2 (1912)                                    |                                             |
| Duma di Stato della Federazione Russa (dal 1993) |                                             |                                             |                                                                   |                                             |                                             |                                             |                                             |
| 1                                                |                                             | Ivan Rybkin (1946-)                         | Partito Agrario di Russia                                         | 14 gennaio 1994                             | 17 gennaio 1996                             | 1                                           | 1 (1993)                                    |
| 2                                                |                                             | Gennadiy Seleznyov (1947-2015)              | Partito Comunista della Federazione Russa (fino al 4 giugno 2002) | 17 gennaio 1996                             | 18 gennaio 2000                             | 2                                           | 1 (1995)                                    |
| 2                                                | 18 gennaio 2000                             | Gennadiy Seleznyov (1947-2015)              | Partito Comunista della Federazione Russa (fino al 4 giugno 2002) | 29 dicembre 2003                            | 3                                           | 2 (1999)                                    |                                             |
| 2                                                | 18 gennaio 2000                             | Gennadiy Seleznyov (1947-2015)              | Indipendente (4 giugno 2002 - 29 ottobre 2002)                    | 29 dicembre 2003                            | 3                                           | 2 (1999)                                    |                                             |
| (2)                                              | 18 gennaio 2000                             | Gennadiy Seleznyov (1947-2015)              | Partito della Rinascita della Russia (dal 29 ottobre 2002)        | 29 dicembre 2003                            | 3                                           | 2 (1999)                                    |                                             |
| 3                                                |                                             | Boris Gryzlov (1950-)                       | Russia Unita                                                      | 29 dicembre 2003                            | 24 dicembre 2007                            | 4                                           | 1 (2003)                                    |
| 3                                                | 24 dicembre 2007                            | Boris Gryzlov (1950-)                       | Russia Unita                                                      | 19 dicembre 2011                            | 5                                           | 2 (2007)                                    |                                             |
| 4                                                |                                             | Sergeij Nar'iškin (1954-)                   | Russia Unita                                                      | 21 dicembre 2011                            | 5 ottobre 2016                              | 6                                           | 1 (2011)                                    |
| 5                                                |                                             | Vjačeslav Volodin (1964-)                   | Russia Unita                                                      | 5 ottobre 2016                              | 12 ottobre 2021                             | 7                                           | 1 (2016)                                    |
| 5                                                | 12 ottobre 2021                             | Vjačeslav Volodin (1964-)                   | Russia Unita                                                      | in carica                                   | 8                                           | 2 (2021)                                    |                                             |